# 티피 월커

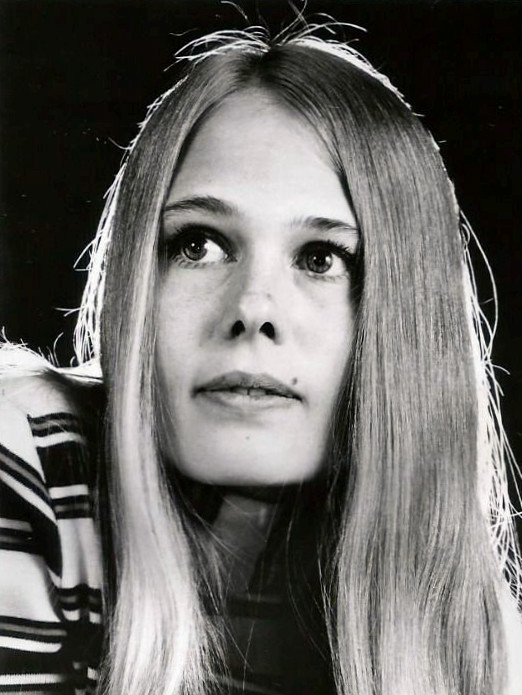

티피 월커(Tippy Walker, 1947년 2월 19일 ~ )는 미국의 배우, 텔레비전 배우, 영화배우이다.
뉴욕에서 태어났다.

## 영화
- 제니퍼 온 마이 마인드 (1971년)
- 공포의 추적자 (1971년)
- 월드 오브 헨리 오리언트 (1964년)
- 페이튼 플레이스 - TV 시리즈 (1964년)